# سپس آن‌ها به سراغ من آمدند
سپس آن‌ها به سراغ من آمدند: یک داستان خانوادگی از عشق، اسارت و بقا، زندگی‌نامه‌ای است از مازیار بهاری، روزنامه‌نگار ایرانی کانادایی که با همکاری ایمی مولی نوشته است. بهاری در این اثر تاریخ خانواده خود و ماجرای بازداشتش و زندانی‌شدن ۱۱۸روزه خود را به دنبال وقایع پس از انتخابات ریاست جمهوری ایران نقل کرده‌است.راندوم هاوس این اثر را در ۲۰۱۱ منتشر کرد.

## فیلم
جان استوارت در سال ۲۰۱۳ شروع به ساخت فیلم گلاب بر اساس کتاب مازیار بهاری کرد.گائل گارسیا برنال در این فیلم به جای شخصیت بهاری ایفای نقش می‌کند.